# دانيال براون (سياسي)
دانيال براون (بالإنجليزية: Daniel Brown)‏ هو موظف مدني وسياسي أمريكي، ولد في 25 ديسمبر 1945 في الولايات المتحدة.